# Plethiandra motleyi
Plethiandra motleyi är en tvåhjärtbladig växtart som beskrevs av Joseph Dalton Hooker. Plethiandra motleyi ingår i släktet Plethiandra och familjen Melastomataceae. Inga underarter finns listade i Catalogue of Life.